# Natuurbranden in het noordpoolgebied
Natuurbranden in het noordpoolgebied zijn een jaarlijks tussen mei en oktober terugkerend fenomeen in grote delen van Alaska, Canada, Groenland, het noorden van Scandinavië en Siberië. Uit onderzoek is echter reeds in 2013 gebleken dat de branden in omvang en frequentie toenemen.
Op zichzelf zijn deze branden niet per se nadelig voor de natuur. Na een brand schieten nieuwe grassen en struiken op die dieren aantrekken (gras en wilgenscheuten voor elanden, bessenstruiken voor beren, …), gaat de as de bodem voeden, en wordt dicht struikgewas opgeruimd en de bodem verwarmd (wat de drainage ten goede komt). Soms worden branden zelfs aangestoken in het kader van natuurbeheer.
Grote en langdurige branden hebben echter ook nadelen voor natuur en milieu. Zo is er de uitstoot van:
- CO2, niet alleen door de brand van de vegetatie zelf, maar ook door verbranding van de koolstofrijke veenbodems. Zo zouden volgens de WMO enkel de natuurbranden van 1 juni tot 21 juli 2019 ongeveer evenveel  CO2 hebben uitgestoten als heel België in 2017.[4]
- fijnstof en chemische bestanddelen die schadelijk zijn voor de gezondheid[5]
- roetdeeltjes die bij het neerdwarrelen de weerkaatsing van het zonlicht door het ijsoppervlak verminderen, wat de smelting van het ijs versnelt.[1]

De branden verstoren ook de ecosystemen in het noorden. Door de luchtvervuiling en droogte verandert de plantenwereld: er verschijnen en verdwijnen planten op onverwachte plekken. Dit heeft bijvoorbeeld geleid tot een halvering van de rendierpopulatie in sommige gebieden, omdat de dieren hun voedselbron, het korstmos, niet meer wisten te vinden.
Naast de meer zichtbare bosbranden ontstaan in het Noordpoolgebied vaak ook branden met grondvuur. Dit vuurtype is nog schadelijker dan klassieke bosbranden, omdat het vuur lange tijd aanhoudt, en niet te bestrijden valt met bluswater of zelfs een regenbui.

## Onderzoek en monitoring
Natuurbranden worden veelal in de gaten gehouden door satellietobservatie, onder meer van NASA. Deze beelden worden door diverse organisaties en overheden verder verzameld en geïnterpreteerd.
Uitstoot in de atmosfeer (onder meer van CO2) wordt in Europa sedert 2014 opgevolgd door de Copernicus Atmosphere Monitoring Service (CAMS), in het kader van het Copernicus-programma. In Alaska volgt het milieudepartement de luchtkwaliteit.

## Oorzaken
Reeds in 2016 werd voorspeld dat het aantal branden tegen 2100 met een factor vier zal toenemen, vanwege de algemene opwarming van de Aarde. Het kantelpunt zou volgens wetenschappers liggen bij een juli-temperatuur van 13,4 °C over een 30-jarige periode. Een groot deel van de toendra in Alaska lag tussen 1971 and 2000 reeds gevaarlijk dicht bij dit punt, en door de uitbreiding van dit kwetsbare gebied kan het aantal branden vrij plots de hoogte in schieten.
De oorzaken van het snel toenemend aantal branden liggen bij het uitdrogen van de bodem en het smelten van de permafrost. Maar er zijn ook verrassende factoren, zoals het hogere aantal blikseminslagen als gevolg van het warmere klimaat.

## Overzicht branden
In Alaska werden omvangrijke branden opgetekend onder meer in 1941, 1977 en 2013. In Siberië was dat het geval in 2003, 2010, 2012 en 2015.

### 2017
Eind juni ontstonden in Siberië massale branden, die door wetenschappers “de ergste in 10.000 jaar” werden genoemd. De branden, die al meer dan 500 km2 hadden verteerd,  hypothekeren de rol die de Siberische wouden spelen in de opslag van CO2.  In Groenland woedde eind juli de grootste brand die ooit op het eiland was waargenomen door satellietbeelden.

### 2019
Eind juli ontstonden door de uitzonderlijk hoge temperaturen reusachtige branden in grote delen van het Noordpoolgebied. Van Alaska over Groenland tot Siberië werden aan de hand van satellietbeelden honderden branden vastgesteld.  De branden woedden niet alleen in bossen maar vooral ook op mossige en kurkdroge steppes, en zijn behalve in de omgeving van Groenlandse dorpen nauwelijks te bestrijden. Eind augustus werd het getroffen gebied geraamd op 4 miljoen hectare (40.000 km2), met een roet- en aswolk ter grootte van de Europese Unie.

### 2021
De CO2-uitstoot vanuit branden bedroeg in 2021 naar schatting 16 miljoen ton, de op drie na hoogste hoeveelheid sinds het begin van de Copernicus-dataset in 2003, maar aanzienlijk lager dan de recordhoeveelheid van 2020. De meest intense branden woedden in Oost-Siberië, meer bepaald in Jakoetië. De rook verspreidde zich over een groot deel van het Noordpoolgebied. In Alaska werd melding gemaakt van "zombie-branden" – dat zijn branden die in de winter ondergronds smeulen en in het voorjaar oplaaien. Het fenomeen lijkt volgens een recente studie toe te nemen als gevolg van de klimaatverandering.

### Natuurbranden
- Active Fire Data (Earthdata, NASA)
- Canadian Wildland Fire Information System
- Natuurbranden wereldwijd bij Global Forest Watch

### Luchtkwaliteit
- Copernicus Atmosphere Monitoring Service (CAMS)
- Alaska – Air Monitoring & Quality Assurance